# Dinastia Liang posteriore (907-923)

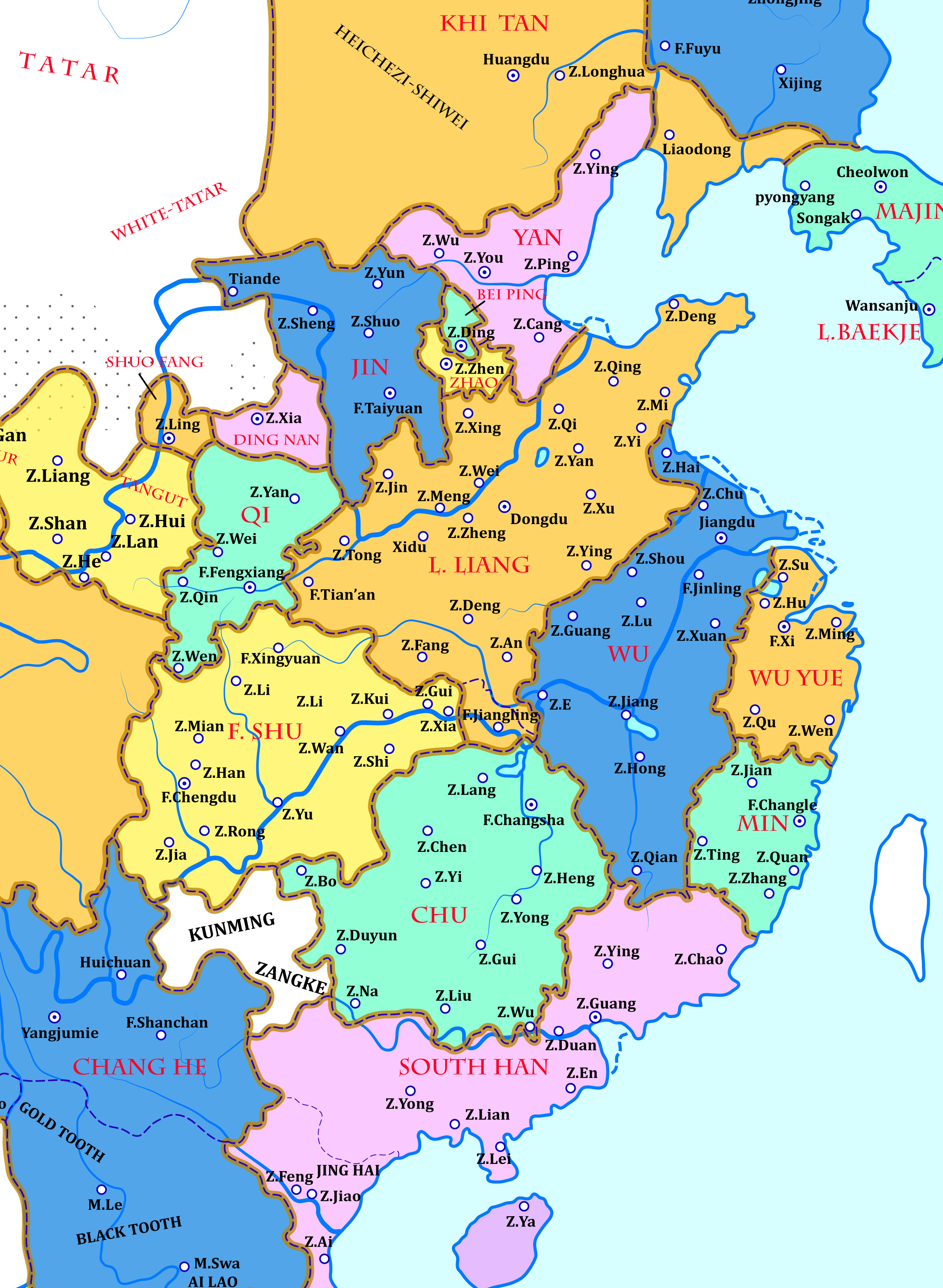
Territorio occupato dai Liang posteriori nel 908

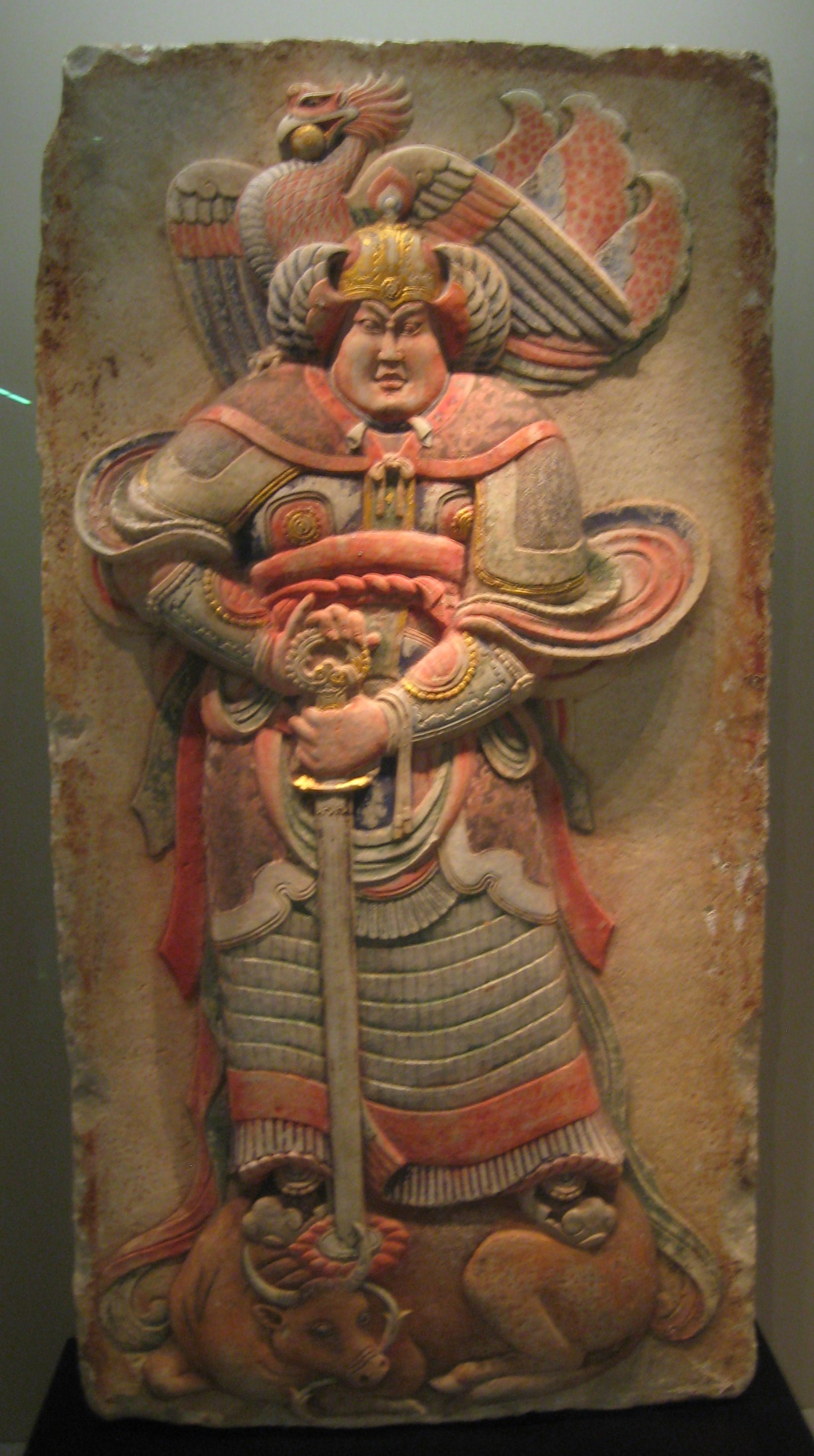
Rilievo di pietra dalla Tomba di Wang Chuzhi, Museo nazionale, Pechino

La dinastia dei Liang posteriori (後梁T, 后梁S, Hòu LiángP) (1º giugno 907 – 19 novembre 923), noti anche come Zhu Liang (朱梁T), fu una delle Cinque Dinastie durante il periodo delle Cinque Dinastie e dei Dieci Regni in Cina. Fu fondata da Zhu Wen, noto postumamente come Taizu dei Liang posteriori, dopo che costrinse l'ultimo imperatore della dinastia Tang ad abdicare in suo favore (e poi lo assassinò). I Liang posteriori sarebbero durati fino al 923 quando furono distrutti dai Tang posteriori.

## Formazione
Zhu Wen servì inizialmente come luogotenente di Huang Chao. Tuttavia, prese le migliori truppe di Huang e stabilì la sua base di potere come signore della guerra a Kaifeng. Entro il 904, aveva assunto il controllo su entrambe le capitali gemelle della dinastia Tang di Chang'an e Luoyang. L'imperatore Tang Zhaozong fu assassinato su ordine di Zhu nel 904 e l'ultimo imperatore Tang, Ai Di (Ai dei Tang), fu deposto tre anni dopo. L'imperatore Ai dei Tang fu assassinato nel 908, sempre su ordine di Zhu.
Intanto, Zhu Wen si dichiarò imperatore dei nuovi Liang posteriori a Kaifeng nel 907. Il nome Liang si riferisce alla regione di Henan nella quale risiedeva il cuore del regime.

## Estensione del controllo
I Liang posteriori controllavano la maggior parte della Cina settentrionale, benché gran parte dello Shaanxi (controllato da Qi) nonché l'Hebei (controllato dallo stato di Yan) e lo Shanxi (controllato dai Turchi Shatuo) rimanesse largamente fuori dal controllo della dinastia.

## Fine della dinastia
I Liang posteriori mantennero una relazione tesa con i Turchi Shatuo, a causa della rivalità tra Zhu Quanzong e Li Keyong, una relazione che era iniziata al tempo della dinastia Tang. Dopo la morte di Li Keyong, suo figlio, Li Cunxu, continuò ad espandere il suo stato di Jin. Li fu in grado di distruggere i Liang posteriori nel 923 e fondò i Tang posteriori.

## Conferimento del Mandato del Cielo ai Liang posteriori
Generalmente attraverso la storia cinese, erano gli storici dei regni successivi che nelle loro storie conferivano il Mandato del Cielo postumamente alle dinastie precedenti. Questo si faceva tipicamente allo scopo di rafforzare i legami degli stessi nuovi sovrani con il Mandato. Lo storico della dinastia Song Xue Juzheng fece esattamente questo nella sua opera Storia delle Cinque Dinastie.
Varie giustificazioni furono date perché si potesse conferire il Mandato del Cielo a questo e ai successivi regimi delle Cinque Dinastie. Tra queste, vi era il fatto che queste dinastie controllavano tutte la maggior parte del centro tradizionale della Cina. Tuttavia, la dinastia Liang posteriore creava imbarazzo per la brutalità che impiegava, facendo sì che molti volessero negarle questo status, così facendo si sarebbe spezzata la catena attraverso le altre Cinque Dinastie, e quindi fino alla dinastia Song, che era essa stessa il successore dell'ultima delle Cinque Dinastie.

## Sovrani
| Nomi templari | Nomi postumi  | Nomi di famiglia e Nomi propri | Convenzioni onomastiche cinesi  | Durata dei regni | Nomi delle ere e relative durate                                     |
| ------------- | ------------- | ------------------------------ | ------------------------------- | ---------------- | -------------------------------------------------------------------- |
| Taìzǔ (太祖)  | Xiànwǔ (獻武) | Zhū Wēn (朱溫)                 | Nome di famiglia e nome proprio | 907–912          | Kaīpíng (開平) 907–911 Qiánhuà (乾化) 911–912                        |
| Non esisteva  | nessuno       | Zhu Yougui (朱友珪)            | Nome di famiglia e nome proprio | 912–913          | Qiánhuà (乾化) 912–913 Fènglì (鳳曆) 913                             |
| Non esisteva  | Mò (末)       | Zhū Zhèn (朱瑱)                | Nome di famiglia e nome proprio | 913–923          | Qiánhuà (乾化) 913–915 Zhēnmíng (貞明) 915–921 Lóngdé (龍德) 921–923 |

## Albero genealogico dei sovrani
|   |   |   |   | Zhu Wen 朱溫 852–912 Taizu 太祖 907–912 |   |                                  |                                  |                                  |                                  |                                  |                                  |   |   |  |  |                                         |                                         |                                         |                                         |                                         |                                         |
|   |   |   |   |                                         |   |                                  |                                  |                                  |                                  |                                  |                                  |   |   |  |  |                                         |                                         |                                         |                                         |                                         |                                         |
|   |   |   |   |                                         |   |                                  |                                  |                                  |                                  |                                  |                                  |   |   |  |  |                                         |                                         |                                         |                                         |                                         |                                         |
| 3 | 3 | 3 | 3 | 3                                       | 3 |                                  |                                  | 8                                | 8                                | 8                                | 8                                | 8 | 8 |  |  |                                         |                                         |                                         |                                         |                                         |                                         |
| 3 | 3 | 3 | 3 | 3                                       | 3 | Zhu Yougui 朱友圭 m. 913 912–913 | Zhu Yougui 朱友圭 m. 913 912–913 | Zhu Yougui 朱友圭 m. 913 912–913 | Zhu Yougui 朱友圭 m. 913 912–913 | Zhu Yougui 朱友圭 m. 913 912–913 | Zhu Yougui 朱友圭 m. 913 912–913 | 8 | 8 |  |  | Zhu Zhen 朱瑱 888–923 Modi 末帝 913–923 | Zhu Zhen 朱瑱 888–923 Modi 末帝 913–923 | Zhu Zhen 朱瑱 888–923 Modi 末帝 913–923 | Zhu Zhen 朱瑱 888–923 Modi 末帝 913–923 | Zhu Zhen 朱瑱 888–923 Modi 末帝 913–923 | Zhu Zhen 朱瑱 888–923 Modi 末帝 913–923 |